# Hydroporus productus
Hydroporus productus là một loài bọ cánh cứng trong họ Bọ nước. Loài này được Fairmaire miêu tả khoa học năm 1880.